# Johnstonmawsonia murenophidis
Johnstonmawsonia murenophidis is een rondwormensoort uit de familie van de Rhabdochonidae. De wetenschappelijke naam van de soort is voor het eerst geldig gepubliceerd in 1955 door Campana-Rouget.